# Anders Düsterbach
Anders Düsterbach var en svensk guldsmed i slutet av 1500- och början av 1600-talet.
Anders Düsterbach härstammade troligen från Wittenberg och omtalas första gången 1588. 1590 var han mästare och 1601 ålderman i Stockholms guldsmedsämbete, Düsterbach utförde 1607 arbeten i samband med Karl IX:s kröning 1607. 1612 sägs hans hustru vara änka.
Düsterbach har bland annat utfört en välkomna till Stockholms skomakarämbete 1607, gravyren och förgyllningen på hjälmen och hästens bogstycke och några andra detaljer till Karl IX:s begravningsrustning, en vinkanna för Strängnäs domkyrka, en vinkanna för Romfartuna kyrka, en vinkanna för Synnerby kyrka, en sked på Statens historiska museum och ett bälte på Stockholms stadsmuseum.